# Череп'яги (Локнянський район)
Череп'яги (рос. Черепяги) — присілок в Локнянському районі Псковської області Російської Федерації.
Населення становить 6 осіб. Входить до складу муніципального утворення Самолуковская волость.

## Історія
Від 2015 року входить до складу муніципального утворення Самолуковская волость.

## Населення
| 2001 | 2002 | 2010 |
| ---- | ---- | ---- |
| 5    | ↗8   | ↘6   |